# 安布拉尔
安布拉尔（義大利語：Amblar），曾是意大利特伦托自治省的一个市镇。总面积14平方公里，人口221人，人口密度15.8人/平方公里（2009年）。ISTAT代码为022004。
2016年1月1日，安布拉尔和栋村两市镇合并为新的安布拉尔-栋市镇。